# Пайретто, Пьерлуиджи
Пьерлуиджи Пайретто (род. 15 июля 1952, Турин) — футбольный арбитр из Италии. Среди наиболее важных матчей ему принадлежит судейство финального матча между сборными Германии и Чехии в рамках чемпионата Европы по футболу 1996 на стадионе Уэмбли, а также матч второго раунда чемпионата мира по футболу 1994 между сборными Румынии и Аргентины на стадионе Роуз Боул.
Он занимал должность итальянского заместителя председателя УЕФА судейского комитета до лета 2006 года, когда выяснилось, что он имеет регулярную телефонную связь с главным президентом Ювентуса Лучано Моджи по отношению к судьям, которые будут судить матчи Ювентуса в рамках Лиги чемпионов УЕФА. В результате его участия в скандале 2006 года, он первоначально был отстранён от футбола сроком на два с половиной года, однако позже было вынесено решение о его отстранении на три с половиной года.